# Малий Зайкин
Великий За́йкин (рос. Большой Зайкин) — селище у складі Первомайського району Оренбурзької області, Росія.

## Населення
Населення — 706 осіб (2010; 879 у 2002).
Національний склад (станом на 2002 рік):
- росіяни — 64 %
- казахи — 27 %